# Mohamed Suleiman
Mohamed Ahmed Suleiman (in arabo محمد أحمد سليمان‎?; 23 novembre 1969) è un ex mezzofondista qatariota, medaglia di bronzo nei 1500 metri piani ai Giochi olimpici di Barcellona 1992.

## Biografia
All'età di 18 anni, Suleiman partecipò ai Giochi olimpici di Seul 1988 nei 1500 m piani, venendo eliminato in batteria. Nel 1991, Suleiman si è qualificato per i Mondiali di Tokyo, concludendo in nona posizione.
Nel 1992 ha ottenuto il più grande successo della sua carriera vincendo la medaglia di bronzo ai Giochi olimpici di Barcellona nei 1500 m, diventando così il primo atleta qatariota a vincere una medaglia olimpica. Durante la sua carriera, Suleiman realizzò diversi record asiatici nei 1500 m e nel miglio.
Ha vinto la medaglia d'oro nei 1500 m in rappresentanza dell'Asia alla Coppa del mondo 1992. Suleiman ha gareggiato per il Qatar in altre due Olimpiadi, ad Atlanta 1996 e a Sydney 2000, raggiungendo in entrambe le occasioni la finale ma non salendo sul podio in nessuna delle due.
I fratelli più giovani di Suleiman, Nasser e Abdulrahman, hanno anche loro gareggiato a livello internazionale nel mezzofondo. Abdulrahman è stato il campione asiatico del 2002 nei 1500 m.

## Palmarès
| Anno | Manifestazione      | Sede         | Evento       | Risultato | Prestazione | Note |
| ---- | ------------------- | ------------ | ------------ | --------- | ----------- | ---- |
| 1988 | Giochi olimpici     | Seul         | 1500 m piani | batteria  | 3'44"43     |      |
| 1989 | Campionati asiatici | Nuova Delhi  | 1500 m piani | Bronzo    | 3'47"95     |      |
| 1991 | Mondiali            | Tokyo        | 1500 m piani | 9º        | 3'38"12     |      |
| 1991 | Campionati asiatici | Kuala Lumpur | 1500 m piani | Oro       | 3'42"64     |      |
| 1991 | Campionati asiatici | Kuala Lumpur | 5000 m piani | Oro       | 14'03"35    |      |
| 1992 | Giochi olimpici     | Barcellona   | 1500 m piani | Bronzo    | 3'40"69     |      |
| 1994 | Giochi asiatici     | Hiroshima    | 1500 m piani | Oro       | 3'40"00     |      |
| 1995 | Mondiali indoor     | Barcellona   | 3000 m piani | 4º        | 3'38"12     |      |
| 1995 | Campionati asiatici | Giacarta     | 1500 m piani | Oro       | 3'41"33     |      |
| 1996 | Giochi olimpici     | Atlanta      | 1500 m piani | 9º        | 3'38"26     |      |
| 1998 | Campionati asiatici | Fukuoka      | 1500 m piani | Oro       | 3'43"70     |      |
| 1998 | Giochi asiatici     | Bangkok      | 1500 m piani | Oro       | 3'40"03     |      |
| 1998 | Giochi asiatici     | Bangkok      | 5000 m piani | Oro       | 13'55"79    |      |
| 2000 | Giochi olimpici     | Sydney       | 5000 m piani | 14º       | 13'45"10    |      |

## Altre competizioni internazionali
1992
- Oro in Coppa del mondo ( L'Avana), 1500 m piani - 3'38"37

1994
- Bronzo in Coppa del mondo ( Londra), 1500 m piani - 3'40"52

1998
- 4º in Coppa del mondo ( Johannesburg), 1500 m piani - 3'46"93